# Pachypappa tortuasae
Pachypappa tortuasae är en insektsart som beskrevs av Zhang, G.-x. 1997. Pachypappa tortuasae ingår i släktet Pachypappa och familjen långrörsbladlöss. Inga underarter finns listade i Catalogue of Life.